# American International Corporation
American International Corporation — организация, занимавшаяся международной торговлей. Основана в США в 1915 году, ныне не существует.
American International Corporation была основана в Нью-Йорке 22 ноября 1915 года. Главным основателем компании был Фрэнк Вандерлип, он принимал участие в управлении компанией до своей смерти в 1937 году. В руководстве компанией приняли такие видные финансисты Соединенных Штатов, как Перси Рокфеллер, Джэймс А. Стиллман, Генри Притчет, Отто Хан, Дж. А. Стиллмен и другие. Одним из директоров AIC так же был Джордж Герберт Уокер en:George Herbert Walker, дед Джорджа Буша Старшего.
Первоначальный бюджет корпорации составил 50,000,000 долларов. К новой компании проявили интерес ведущие игроки бизнеса — J.P. Morgan & Co., Kuhn, Loeb & Co., W. R. Grace and Company, National City Bank of New York.
Главный офис компании находился по адресу Бродвей, 120.